# Antonela Doko
Antonela Doko (Rijeka, 10. lipnja 1999.) je hrvatska pjevačica.

## Životopis
Svoju karijeru započinje 2014. godine pjesmom Zato što, ali pozornost javnosti dobiva uspješnim duetom s Dinom Antonićem u pjesmi Voli me koji objavljuje iste godine. 2015. postaje dobitnica nagrade Moj prvi Music pub za mlade i talentirane izvođače emisije Music Pub Zlatka Turkalja. Krajem godine potpisuje ugovor s glazbenom kućom Croatia Records. Prvi singl za novu izdavačku kuću Ludi ti potpisuje njezina stalna suradnica Ines Prajo. 2016. godine debitira na 63. Zagrebačkom festivalu s pjesmom Onaj dan koji postaje njezin prvi veliki hit, te pjesme provodi trideset tjedana na top listi Hrvatskoga radija. Iste godine osvojila je treće mjesto na međunarodnome festivalu Baltic Song Contest održanome u švedskome gradu Karlshamnu. Kasnije iste godine održava svoj prvi samostalni koncert. 2017. godine osvaja nagradu Porin u kategoriji Najbolji novi izvođač godine, a bila je nominirana i u kategoriji Najbolja ženska vokalna izvedba. 
Godine 2020. izdaje prvi samostalni album O čemu pričamo.

## Diskografija

### Albumi
- "O čemu pričamo" (2020.)

### Singlovi
- "Zato što" (2014.)
- "Voli me" feat. Dino Antolić (2014.)
- "Ludi ti" (2014.)
- "Onaj dan" (2016.)
- "Ta ljubav" (2016.)
- "Božić" (2016.)
- "Odlična stvar" (2017.)
- "O čemu pričamo" (2018.)
- "Sve osim nas" (2019.)
- "Tako kažeš" (2019.)
- "Bum Bum" (2023.)
- "Imamo li problem" (2024.)

## Vanjske poveznice
- Croatia Records – Antonela Doko
- Novilist.hr − Riječka pjevačica Antonela Doko: Pjevam i uživam, to je moja tajna